# Distrikt Kapchorwa
Kapchorwa (früher Sebei) ist ein Distrikt im Osten von Uganda an der Grenze zu Kenia. Der Hauptort ist das gleichnamige Kapchorwa. Er hatte nach dem Zensus von 2002 160.600 Einwohner auf einer Fläche von 1731,7 km², doch wurden seither die heutigen Distrikte Bukwa und Kween aus Kapchorwa ausgegliedert. Für 2014 wurden 105.186 Einwohner im verbleibenden, 381,7 km² großen Kapchorwa ermittelt.

## Gesellschaft
Es werden Kupsabiny, Lumasaba und Swahili gesprochen. Wichtigste ethnische Gruppen sind die Sabiny (86 %) und die Bugisu (10 %).
Die früher in Teilen der Bevölkerung verbreitete Infibulation konnte in den 1980er und 1990er Jahren weitestgehend zurückgedrängt werden.

## Geographie
Der Distrikt ist bergig bei Höhen von etwa 1500 bis 2200 m. Er ist zudem relativ regenreich (900–1600 mm/Jahr) und wird von mehreren Flüssen durchflossen, die im Mount-Elgon-Massiv entspringen. Hier liegt auch der Mount-Elgon-Nationalpark.

## Wirtschaft
Von touristischer Bedeutung sind die Sipi-Wasserfälle. Es werden hauptsächlich Mais, Weizen, Bohnen, Sonnenblumen, Yams, Erbsen, Kartoffeln und Fingerhirse angebaut, Cash Crops sind Baumwolle, Kaffee und Weizen. Zudem werden Rinder, Ziegen und Schafe gehalten.

## Städte in Kapchorwa
- Kapchorwa
- Kaburoron
- Okolim